# سوخو-۳۷
سوخو-۳۷ (به روسی: Су-۳۷ و نام‌گذاری در ناتو: Flanker-F) مدل آزمایشی یک‌سرنشینه از جنگنده چندمنظوره سوخو است که قابلیت مانور بالایی دارد. گونه توسعه‌یافته از سوخو-۲۷ (فلانکر) و تغییریافته نسل اول سوخو-۳۵ (با نام پیشین تی۱۰ام) است. این مدل دارای اویونیک و سیستم کنترل آتش بهتری است و شکل آن به خاطر اضافه شدن دهانه‌های فشاری خروجی موتور برجسته شده‌است.
در حین آزمایش پرواز آن، کنترل‌های فعال در هنگام مانورهای تن‌به‌تن هوایی قابل دسترسی نیستند. همچنین آزمایش‌ها نشان داده‌اند که دهانه‌های فشاری خروجی موتور باعث مانور تن‌به‌تن هوایی بهتر آن می‌شوند. اولین سوخو-۳۷ از تبدیل یازدهمین سوخو-۳۵ به وجود آمد که پرواز اولیه اش را در آوریل ۱۹۹۶ در ژوکوسکی انجام داد. نمونه دیگری از آن در ۱۹۹۸ ساخته شد. این هواپیما کارایی خود را در نمایش‌های هوایی بسیاری که اجرا کرده نشان داده و موفق به انجام مانورهایی شده‌است که پیش‌تر از این غیرممکن به نظر می‌رسیدند (از جمله پشتک ۳۶۰ درجه‌ای که با نام‌های کولبیت یا چاکرای فرولوف شناخته می‌شود). با وجود مزیت‌های تاکتیکی بسیار زیاد، این گونه به تولید انبوه نرسید و تنها به عنوان ارائه‌کننده تکنولوژی‌های جدید برای نسخه‌های جدید خانواده هواپیماهای سوخو-۲۷ مانند سوخو-۳۰ و سوخو-۳۵بی‌ام باقی‌ماند.

## طراحی و توسعه

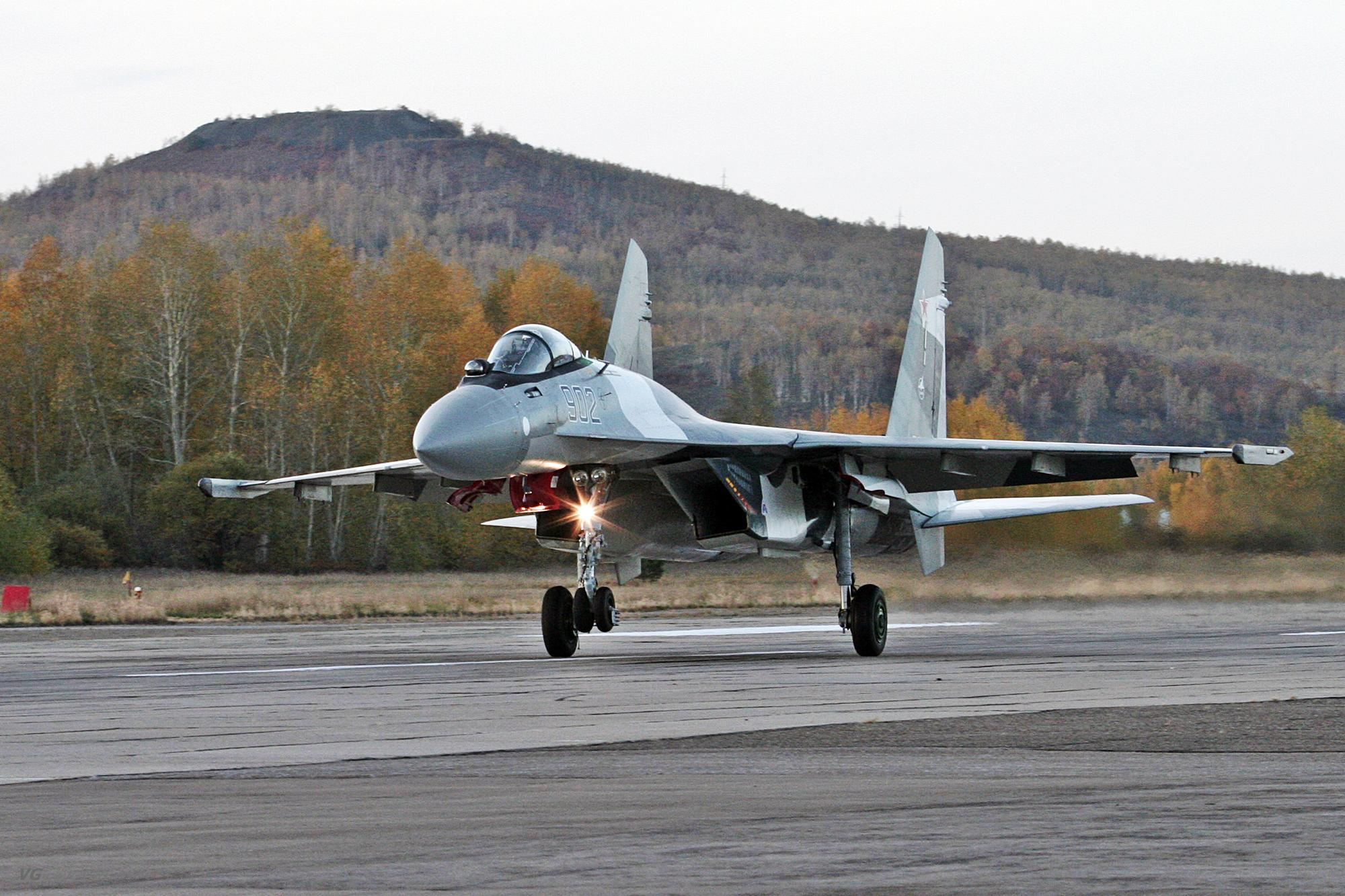
سوخو-۳۷

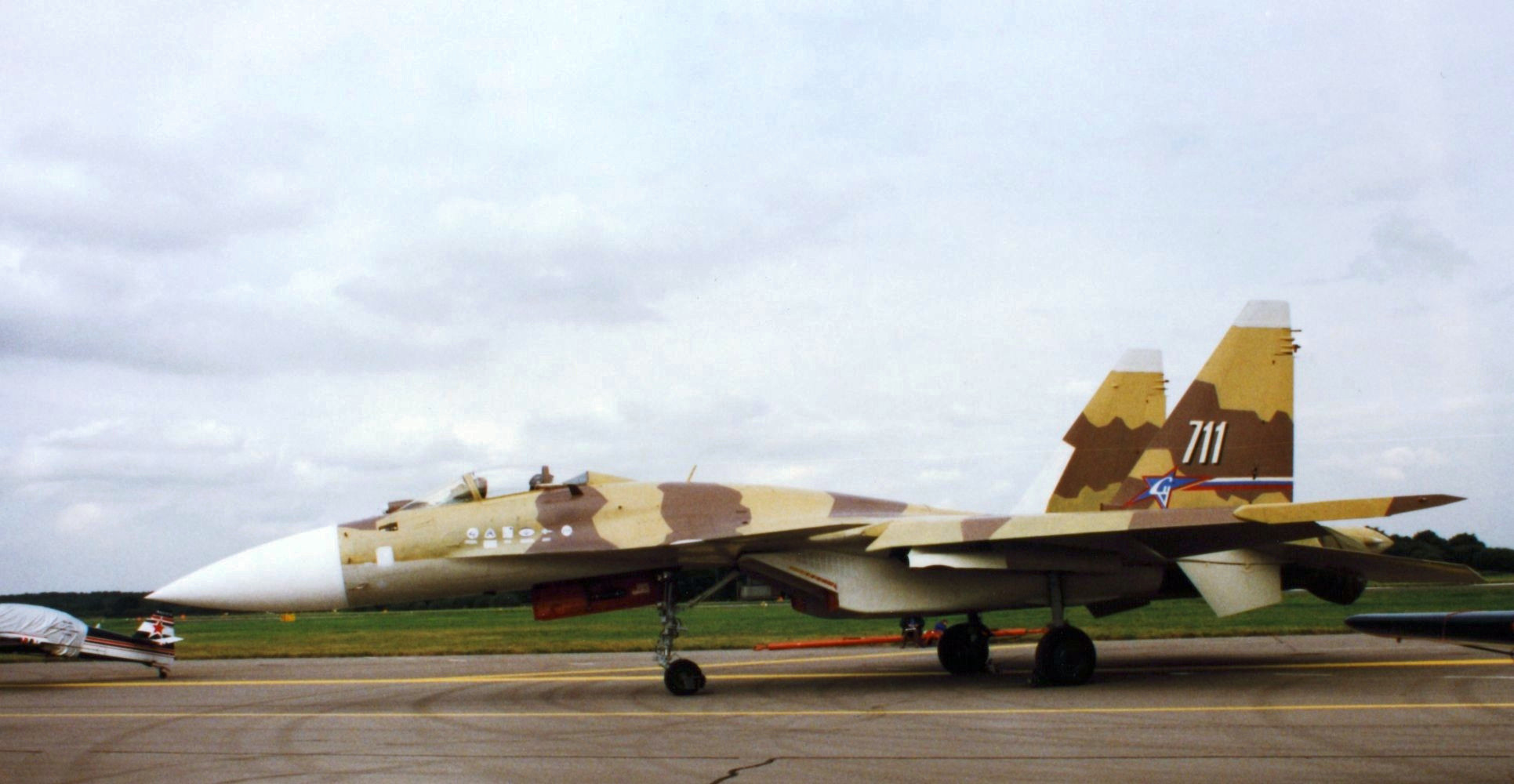
سوخو-۳۷

اولین تحقیقات بر دهانه‌های فشاری خروجی موتور در سوخو به ۱۹۸۳ برمی‌گردد. واحد طراحی این کارخانه کار بر روی اضافه دو بعدی خروجی موتور را (که غربی‌ها آن را بهترین راه کنترل نیروی پرتابه می‌دانستند) شروع کرد. طراح اصلی، میخاییل سیمونوف، بر این باور بود که اضافه سه‌بعدی نامتقارن خروجی موتور از نوع دوبعدی آن مناسب‌تر است. بنا به خواست سوخو، هر دوی این دنباله‌های خروجی موتور بدست انستیتوی تحقیق هوانوردی سیبری (SibNIA) ساخته شد.
در همین زمان، سوخو در حال کار بر روی تی۱۰ام (بعدها با نام سوخو-۳۵ شناخته شد) بود که به‌روزآوری عمده‌ای از سوخو-۲۷ بود. تی۱۰ام دارای تغییرات آیرودینامیکی زیاد، چابکی بالا، اویونیک و جنگ‌افزار بهتر و نیز سیستم توربوفن بهتری بود. نمونه اولیه سوخو-۲۷ام (تی۱۰اس۷۰) پرواز اولیه‌اش را در ۲۸ ژوئن ۱۹۸۸ انجام داد. در این نمونه تفاوت‌هایی نسبت به سوخو-۲۷ پدید آمد از جمله کانارد، موتورهای تقویت‌شده، رادار جدید و سیستم کنترل پرواز هواگرد دیجیتالی سیمی. اولین نمونه سوخو-۳۵ نیز تغییراتی از جمله کابین خلبان شیشه‌ای و باله عمودی تغییریافته داشت. در ساخت سوخو-۳۵ از کامپوزیت‌هایی از جمله آلومینیوم-لیتیوم استفاده شده‌است.

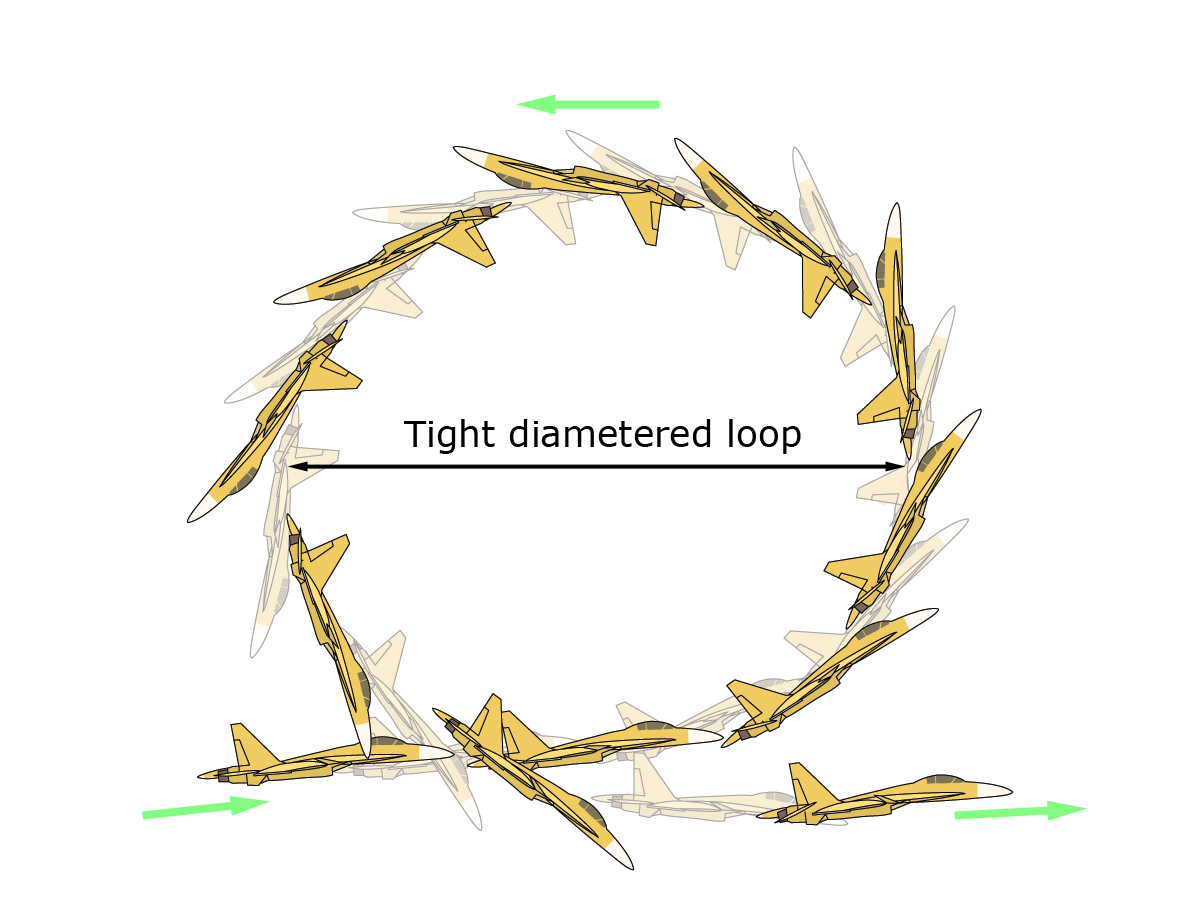
سوخو-۳۷ در حال انجام مانور کولبیت.

سامانه کنترل آتش آن نیز بهبود یافته‌است. از دیگر موارد تغییر می‌توان به فاززاترن ان-۰۱۱ام ژواک-ام اشاره کرد. این رادار قادر به پویش °۱۸۰ افقی و °۵۵ به سمت بالا و پایین است. همچنین توانایی رهگیری ۲۰ هدف هوایی و راهنمایی ۸ موشک هوا به هوا را داراست. در دم هواپیما نیز راداری از همین نوع قرار داد که دید °۱۲۰ افقی را داراست. سوخو-۳۷ دارای بسته پشتیبانی از جنگ الکترونیک است. سوخو-۳۷ قادر به حمل موشک هوا به هوا و موشک هوا به زمین است، که قادر به هدف قرار دادن ۱۲ هدف به‌طور همزمان است. این هواپیما توانایی بکارگیری گستره وسیعی از تسلیحات را دارد.. سوخو-۳۷ می‌تواند ۸۰۰۰ کیلوگرم (۱۷۶۰۰۰ پوند) تسلیحات حمل نماید که یک توپ ۳۰ میلیمتری را نیز شامل می‌شود.
به جای تسلیحات آنالوگ سنتی، کابین خلبان دارای چهار ال‌سی‌دی تی-شکل از شرکت تیلز گروپ است. این نمایشگرها وظیفه نمایش داده‌ها، مسیریابی، وضعیت سامانه و انتخاب تسلیحات و نیز اطلاعات وضعیت تاکتیکی را برعهده دارند. خلبان بر صندلیِ کی-۳۶دی‌ام می‌نشیند که قادر است با شیب °۳۰ خلبان را به بالا پرتاب نماید تا یک پرتاب با نیروی مطمئن داشته باشد. فرمان کنترلی دو-بخشی، خلبان را قادر می‌سازد تا در زمان درگیری با سرعت بالا و با چرخش زیاد، بتواند تماسش با فرمان را حفظ نماید.

## تاریخچه عملیاتی
رنگ‌آمیزی وهم‌انگیز این هواپیما به شکل خاکی و قهوه‌ایی است. این هواپیما دارای کد «۷۱۱ آبی» بود که بعداً به «۷۱۱ سفید تغییر» کرد. سوخو-۳۷ اولین پروازش را در فرودگاه رامنسکویه در تاریخ ۲ آوریل ۱۹۹۶ انجام داد که خلبانی آن را یوگونی ایوانوویچ فرولوف برعهده داشت. در ۱۲ روز پس از آن، ایگو وتینستف نیز به فرولوف پیوست و این دو به نوبت خلبانی هواپیما را برعهده می‌گرفتند.

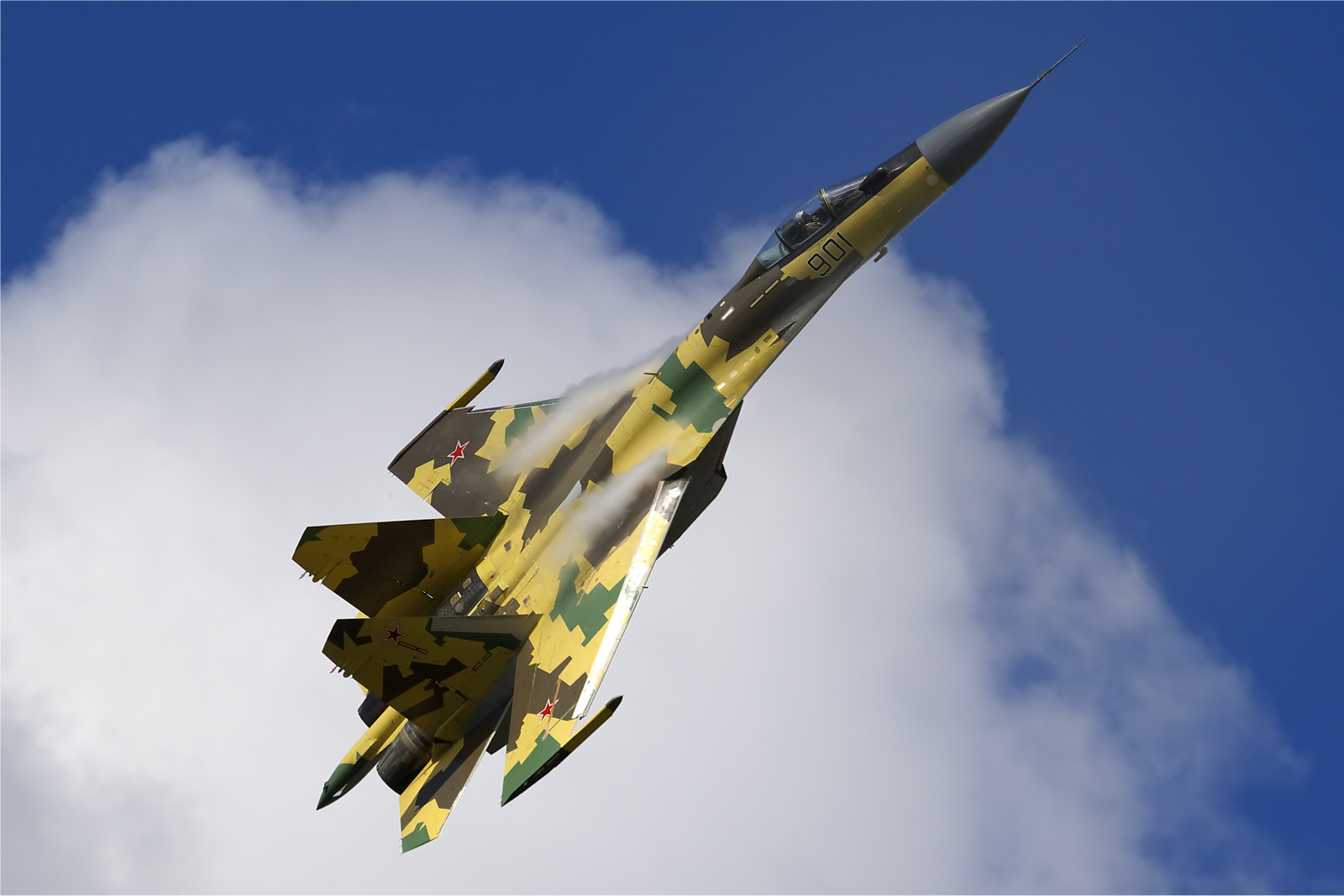
یک فروند سوخو-۳۵بی‌ام در حال اجرای نمایشی هوایی در ماکس در سال ۲۰۰۹. سوخو-۳۵ بسیار به سوخو-۳۷ شبیه است.

۷۱۱ آبی، در بهار ۱۹۹۶ در زاکوسکی رونمایی شد. آغاز به کار عمومیِ این هواپیما در سپتامبر و در نمایشگاه هوایی فرانبورگ صورت گرفت. خلبان نیز یِوگِنی فرولوف بود. بحث‌های زیادی در مورد هواپیما انجام شد که مهم‌ترین آن پیرامون عملیات مانور کبرا بود. در این عملیات، هواپیما با زاویه ۱۸۰ درجه به سمت بالا رفت که با چرخش دم همراه بود. پس از این عملیات چند ثانیه‌ای، یک عملیات کولبیت ۳۶۰ درجه نیز اجرا شد. در همان سال این هواپیما وارد نمایش هوایی پاریس شد تا پنج نمایش را به اجرا گذارد. این نمایش‌ها در روز پنجم و آخر نمایشگاه برگزار شدند.

## مشخصات سوخو-۳۷
منبع اطلاعات Sukhoi Su-27 Flanker: Air Superiority Fighter, Sukhoi Su-27 Flanker
مشخصات عمومی
- خدمه: یک
- طول: ۲۱/۹۳۵* متر (۷۲ فوت و ۹ اینچ)
- پهنای بال: ۱۴/۶۹۸ متر ()
- ارتفاع: ۵/۹۳۲ متر (۲۱ فوت و ۲ اینچ)
- بال: مساحت ۶۲ متر مربع (۶۶۷ فوت مربع)
- وزن خالی: ۱۸۵۰۰ کیلوگرم (۴۰۷۹۰ پوند)
- بیشینه وزن برخاست: ۳۵۰۰۰ کیلوگرم (۷۷۱۶۰ پوند)
- پیشرانه: ۲× توربوفن ساتورن آال-۳۱ , ۷۶۰۰ کاجی‌اف (16,750 lbf) هرکدام

 عملکرد 
- سرعت بیشینه: ۲/۳۵ ماخ
- برد: ۳۳۰۰ کیلومتر (1833 nmi)
- سقف پروازی: ۱۸۰۰۰ متر (59,055 ft)
- بیشینه جی-فورس: +۱۰/-۳ جی[۲۰]

جنگ‌افزار

- توپ ۱۵۰ تایی ۱*۳۰ میلی‌متری جی‌اس‌اچ-۳۰
- دارای ۱۲ محل برای تا ۸۰۰۰ کیلوگرم (۱۷۶۳۶ پوند) در بدنه و بال‌ها